# FC Metallurg Vyksa
El FK Metallurg Vyksa (del ruso: ФК «Металлург» Выкса) es un club de fútbol ruso de la ciudad de Vyksa, fundado en 1923. El club disputa sus partidos como local en el estadio Metallurg y juega en la Segunda División de Rusia, el tercer nivel en el sistema de ligas ruso.

## Jugadores
Actualizado al 23 de agosto de 2012, según RFS (enlace roto disponible en Internet Archive; véase el historial, la primera versión y la última)..